# Europarlamentari dell'Italia della VII legislatura
Gli europarlamentari dell'Italia nella VII legislatura, eletti in occasione delle elezioni europee del 2009, sono stati 72, cui si è aggiunto un seggio ulteriore nel 2011, per effetto del Trattato di Lisbona.

## Riepilogo
| Lista | Lista                               | Nord-ovest | Nord-est | Centro | Sud                                                          | Isole    |
| --- | ----------------------------------- | --- | --- | --- | ------------------------------------------------------------ | -------- |
| | Il Popolo della Libertà (seggi: 29) | Seggi: 8 | Seggi: 5 | Seggi: 6 | Seggi: 8                                                     | Seggi: 2 |
| - Silvio Berlusconi § - Ignazio La Russa § - Mario Mauro - Gabriele Albertini - Lara Comi - Vito Bonsignore - Licia Ronzulli - Carlo Fidanza - Cristiana Muscardini - Iva Zanicchi | Il Popolo della Libertà (seggi: 29) | - Silvio Berlusconi § - Elisabetta Gardini - Sergio Berlato - Amalia Sartori - Antonio Cancian - Giovanni Collino | - Silvio Berlusconi § - Roberta Angelilli - Marco Scurria - Alfredo Antoniozzi - Alfredo Pallone - Potito Salatto - Paolo Bartolozzi | - Silvio Berlusconi § - Barbara Matera - Erminia Mazzoni - Aldo Patriciello - Clemente Mastella - Enzo Rivellini - Raffaele Baldassarre - Sergio Silvestris - Salvatore Tatarella | - Silvio Berlusconi § - Giovanni La Via - Salvatore Iacolino |          |
| | Partito Democratico (seggi: 21)     | Seggi: 5 | Seggi: 4 | Seggi: 6 | Seggi: 4                                                     | Seggi: 2 |
| - Sergio Cofferati - Patrizia Toia - Antonio Panzeri - Gianluca Susta - Francesca Balzani                                                                                          | Partito Democratico (seggi: 21)     | - Debora Serracchiani - Vittorio Prodi - Luigi Berlinguer - Salvatore Caronna                                     | - David Sassoli - Silvia Costa - Leonardo Domenici - Guido Milana - Francesco De Angelis - Roberto Gualtieri                         | - Andrea Cozzolino - Gianni Pittella - Paolo De Castro - Mario Pirillo | - Rita Borsellino - Rosario Crocetta                         |          |
| | Lega Nord (seggi: 9)                | Seggi: 5 | Seggi: 3 | Seggi: 1 | Seggi: 0                                                     | Seggi: 0 |
| - Umberto Bossi § - Matteo Salvini - Mario Borghezio - Fiorello Provera - Francesco Speroni - Oreste Rossi                                                                         | Lega Nord (seggi: 9)                | - Umberto Bossi § - Lorenzo Fontana - Giancarlo Scottà - Mara Bizzotto                                            | - Umberto Bossi § - Mario Borghezio # - Claudio Morganti                                                                             | - | -                                                            |          |
| | Italia dei Valori (seggi: 7)        | Seggi: 2 | Seggi: 1 | Seggi: 1 | Seggi: 2                                                     | Seggi: 1 |
| - Luigi de Magistris # - Antonio Di Pietro § - Sonia Alfano - Gianni Vattimo | Italia dei Valori (seggi: 7)        | - Luigi de Magistris - Antonio Di Pietro §                                                                        | - Luigi de Magistris # - Antonio Di Pietro § - Sonia Alfano # - Niccolò Rinaldi                                                      | - Luigi de Magistris # - Antonio Di Pietro § - Sonia Alfano # - Vincenzo Iovine - Pino Arlacchi                                                                                   | - Antonio Di Pietro § - Leoluca Orlando § - Giommaria Uggias |          |
| | Unione di Centro (seggi: 5)         | Seggi: 1 | Seggi: 1 | Seggi: 1 | Seggi: 1                                                     | Seggi: 1 |
| - Magdi Allam | Unione di Centro (seggi: 5)         | - Tiziano Motti                                                                                                   | - Carlo Casini | - Ciriaco De Mita | - Francesco Saverio Romano § - Antonello Antinoro            |          |
| | Südtiroler Volkspartei (seggi: 1)   | Seggi: 0 | Seggi: 1 | Seggi: 0 | Seggi: 0                                                     | Seggi: 0 |
| - | Südtiroler Volkspartei (seggi: 1)   | - Herbert Dorfmann                                                                                                | - | - | -                                                            |          |
| Seggi (totale: 72) | Seggi (totale: 72)                  | 21 | 15 | 15 | 15                                                           | 6        |

- Nota: § rinuncia al seggio; # opta per altra circoscrizione.

## Composizione storica
| Europarlamentare     | Lista                   | Gruppo |
| -------------------- | ----------------------- | ------ |
| Gabriele Albertini   | Il Popolo della Libertà | PPE    |
| Sonia Alfano         | Italia dei Valori       | ALDE   |
| Magdi Allam          | Unione di Centro        | PPE    |
| Roberta Angelilli    | Il Popolo della Libertà | PPE    |
| Antonello Antinoro   | Unione di Centro        | PPE    |
| Alfredo Antoniozzi   | Il Popolo della Libertà | PPE    |
| Pino Arlacchi        | Italia dei Valori       | ALDE   |
| Raffaele Baldassarre | Il Popolo della Libertà | PPE    |
| Francesca Balzani    | Partito Democratico     | S&D    |
| Paolo Bartolozzi     | Il Popolo della Libertà | PPE    |
| Sergio Berlato       | Il Popolo della Libertà | PPE    |
| Luigi Berlinguer     | Partito Democratico     | S&D    |
| Mara Bizzotto        | Lega Nord               | EFD    |
| Vito Bonsignore      | Il Popolo della Libertà | PPE    |
| Mario Borghezio      | Lega Nord               | EFD    |
| Rita Borsellino      | Partito Democratico     | S&D    |
| Antonio Cancian      | Il Popolo della Libertà | PPE    |
| Salvatore Caronna    | Partito Democratico     | S&D    |
| Carlo Casini         | Unione di Centro        | PPE    |
| Sergio Cofferati     | Partito Democratico     | S&D    |
| Giovanni Collino     | Il Popolo della Libertà | PPE    |
| Lara Comi            | Il Popolo della Libertà | PPE    |
| Silvia Costa         | Partito Democratico     | S&D    |
| Andrea Cozzolino     | Partito Democratico     | S&D    |
| Rosario Crocetta     | Partito Democratico     | S&D    |
| Francesco De Angelis | Partito Democratico     | S&D    |
| Paolo De Castro      | Partito Democratico     | S&D    |
| Luigi de Magistris   | Italia dei Valori       | ALDE   |
| Ciriaco De Mita      | Unione di Centro        | PPE    |
| Leonardo Domenici    | Partito Democratico     | S&D    |
| Herbert Dorfmann     | Südtiroler Volkspartei  | PPE    |
| Carlo Fidanza        | Il Popolo della Libertà | PPE    |
| Lorenzo Fontana      | Lega Nord               | EFD    |
| Elisabetta Gardini   | Il Popolo della Libertà | PPE    |
| Roberto Gualtieri    | Partito Democratico     | S&D    |
| Salvatore Iacolino   | Il Popolo della Libertà | PPE    |
| Vincenzo Iovine      | Italia dei Valori       | ALDE   |
| Giovanni La Via      | Il Popolo della Libertà | PPE    |
| Clemente Mastella    | Il Popolo della Libertà | PPE    |
| Barbara Matera       | Il Popolo della Libertà | PPE    |
| Mario Mauro          | Il Popolo della Libertà | PPE    |
| Erminia Mazzoni      | Il Popolo della Libertà | PPE    |
| Guido Milana         | Partito Democratico     | S&D    |
| Claudio Morganti     | Lega Nord               | EFD    |
| Tiziano Motti        | Unione di Centro        | PPE    |
| Cristiana Muscardini | Il Popolo della Libertà | PPE    |
| Alfredo Pallone      | Il Popolo della Libertà | PPE    |
| Antonio Panzeri      | Partito Democratico     | S&D    |
| Aldo Patriciello     | Il Popolo della Libertà | PPE    |
| Mario Pirillo        | Partito Democratico     | S&D    |
| Gianni Pittella      | Partito Democratico     | S&D    |
| Vittorio Prodi       | Partito Democratico     | S&D    |
| Fiorello Provera     | Lega Nord               | EFD    |
| Niccolò Rinaldi      | Italia dei Valori       | ALDE   |
| Enzo Rivellini       | Il Popolo della Libertà | PPE    |
| Licia Ronzulli       | Il Popolo della Libertà | PPE    |
| Oreste Rossi         | Lega Nord               | EFD    |
| Potito Salatto       | Il Popolo della Libertà | PPE    |
| Matteo Salvini       | Lega Nord               | EFD    |
| Amalia Sartori       | Il Popolo della Libertà | PPE    |
| David Sassoli        | Partito Democratico     | S&D    |
| Giancarlo Scottà     | Lega Nord               | EFD    |
| Marco Scurria        | Il Popolo della Libertà | PPE    |
| Debora Serracchiani  | Partito Democratico     | S&D    |
| Sergio Silvestris    | Il Popolo della Libertà | PPE    |
| Francesco Speroni    | Lega Nord               | EFD    |
| Gianluca Susta       | Partito Democratico     | S&D    |
| Salvatore Tatarella  | Il Popolo della Libertà | PPE    |
| Patrizia Toia        | Partito Democratico     | S&D    |
| Giommaria Uggias     | Italia dei Valori       | ALDE   |
| Gianni Vattimo       | Italia dei Valori       | ALDE   |
| Iva Zanicchi         | Il Popolo della Libertà | PPE    |

## Modifiche intervenute

### Il Popolo della Libertà
- In data 06.06.2011 a Giovanni Collino (decaduto per effetto della sentenza 2886/2011 del Consiglio di Stato, con la quale è stato detratto un seggio alla circoscrizione nord-orientale a vantaggio di quella meridionale) subentra Giuseppe Gargani.
- In data 12.04.2013 a Gabriele Albertini (eletto senatore) subentra Fabrizio Bertot.
- In data 12.04.2013 a Mario Mauro (eletto senatore) subentra Susy De Martini.

### Partito Democratico
- In data 17.12.2012 a Rosario Crocetta (eletto Presidente della Regione Siciliana) subentra Francesca Barracciu.
- In data 12.04.2013 a Gianluca Susta (eletto senatore) subentra Franco Bonanini (che, avendo frattanto lasciato il PD, aderisce al gruppo NI).
- In data 07.05.2013 a Debora Serracchiani (eletta Presidente della regione Friuli-Venezia Giulia) subentra Franco Frigo, a seguito della rinuncia al seggio di Laura Puppato, che aveva ottenuto più voti[1].
- In data 11.03.2014 a Francesca Barracciu (nominata sottosegretario nel governo Renzi) subentra Giovanni Barbagallo.

### Italia dei Valori
- In data 19.07.2011 a Luigi de Magistris (eletto sindaco di Napoli) subentra Andrea Zanoni.

### Unione di Centro
- In data 01.12.2011, per effetto dell'attribuzione all'Italia di un seggio ulteriore, è proclamato eletto Gino Trematerra.

### Modifiche nella composizione dei gruppi
- In data 18.11.2010 Pino Arlacchi passa dall'ALDE ai S&D.
- In data 14.12.2011 Magdi Allam passa dal PPE a EFD.
- In data 15.10.2012 Cristiana Muscardini passa dal PPE a ECR.
- In data 24.10.2012 Vincenzo Iovine passa dall'ALDE ai S&D.
- In data 12.04.2013 Franco Bonanini, subentrante (S&D), non aderisce ad alcun gruppo.
- In data 12.04.2013 Susy De Martini, subentrante (PPE), aderisce al gruppo ECR.
- In data 03.06.2013 Mario Borghezio passa da EFD ai Non iscritti.
- In data 13.03.2014 Andrea Zanoni passa dall'ALDE ai S&D.

### Modifiche nella rappresentanza dei partiti nazionali
- Aderiscono al Nuovo Centrodestra: Roberta Angelilli, Alfredo Antoniozzi, Vito Bonsignore, Antonio Cancian, Giovanni La Via, Erminia Mazzoni, Alfredo Pallone.
- Aderiscono a Fratelli d'Italia - Centrodestra Nazionale: Carlo Fidanza, Marco Scurria.
- Aderiscono a Futuro e Libertà per l'Italia: Cristiana Muscardini (dal 07.02.2011 al 22.10.2012), Salvatore Tatarella (dal 28.02.2011), Giovanni Collino (NU), Potito Salatto (NU), Enzo Rivellini (NU).
- Aderisce a Io Amo l'Italia: Magdi Allam (dal 02.06.2010).
- Aderisce a Alleanza per l'Italia: Vincenzo Iovine (dal 08.10.2011 al 12.10.2011).
- Aderiscono a Popolari per l'Europa: Giuseppe Gargani (dal 05.12.2013), Potito Salatto (dal 27.01.2014).
- Aderisce ai Conservatori e Social Riformatori: Cristiana Muscardini (dal 23.10.2012).
- Aderisce a Grande Sud: Salvatore Iacolino (NU).
- Aderisce ai I Popolari di Italia Domani: Antonello Antinoro (NU).
- In data 09.12.2013 Il Popolo della Libertà si scioglie contestualmente alla ricostituzione di Forza Italia.
- Clemente Mastella è eletto nella lista Il Popolo della Libertà in rappresentanza dell'Unione Democratici per l'Europa.

## Tabelle di sintesi

### Gruppi politici
| Gruppo parlamentare                                              | Inizio Leg. | 2009 | 2010 | 2011 | 2012 | 2013 |
| ---------------------------------------------------------------- | ----------- | ---- | ---- | ---- | ---- | ---- |
| Gruppo del Partito Popolare Europeo                              | 35          | 35   | 35   | 35   | 34   | 33   |
| Alleanza Progressista dei Socialisti e dei Democratici           | 21          | 21   | 22   | 22   | 23   | 22   |
| Gruppo Europa della Libertà e della Democrazia                   | 9           | 9    | 9    | 10   | 10   | 9    |
| Gruppo dell'Alleanza dei Democratici e dei Liberali per l'Europa | 7           | 7    | 6    | 6    | 5    | 5    |
| Gruppo dei Conservatori e dei Riformisti Europei                 | -           | -    | -    | -    | 1    | 2    |
| I Verdi/Alleanza Libera Europea                                  | -           | -    | -    | -    | -    | -    |
| Sinistra Unitaria Europea/Sinistra Verde Nordica                 | -           | -    | -    | -    | -    | -    |
| Non iscritti                                                     | -           | -    | -    | -    | -    | 2    |
| TOTALE                                                           | 72          | 72   | 72   | 73   | 73   | 73   |

### Partiti italiani
| Partito                                    | Inizio Leg. | 2009 | 2010 | 2011 | 2012 | 2013 | 2014 |
| ------------------------------------------ | ----------- | ---- | ---- | ---- | ---- | ---- | ---- |
| Partito Democratico                        | 21          | 21   | 22   | 21   | 22   | 20   | 20   |
| Forza Italia                               | -           | -    | -    | -    | -    | 18   | 19   |
| Lega Nord                                  | 9           | 9    | 9    | 9    | 9    | 7    | 7    |
| Nuovo Centrodestra                         | -           | -    | -    | -    | -    | 7    | 7    |
| Unione di Centro                           | 5           | 5    | 3    | 4    | 5    | 6    | 6    |
| Italia dei Valori                          | 7           | 7    | 5    | 5    | 4    | 4    | 3    |
| Popolari per l'Europa                      | -           | -    | -    | -    | -    | 2    | 1    |
| Fratelli d'Italia - Centrodestra Nazionale | -           | -    | -    | -    | -    | 3    | 3    |
| Centro Democratico                         | -           | -    | -    | -    | -    | 1    | 1    |
| Indipendente                               | -           | -    | -    | -    | 1    | 5    | 2    |
| Il Popolo della Libertà                    | 29          | 29   | 23   | 24   | 24   | -    | -    |
| I Popolari di Italia Domani                | -           | -    | -    | -    | 1    | -    | -    |
| Popolari per il Sud                        | -           | -    | 1    | 1    | 1    | -    | -    |
| Südtiroler Volkspartei                     | 1           | 1    | 1    | 1    | 1    | 1    | 1    |
| Conservatori e Social Riformatori          | -           | -    | -    | -    | 1    | 1    | 1    |
| Grande Sud                                 | -           | -    | -    | -    | 1    | -    | -    |
| Totale                                     | 72          | 72   | 72   | 72   | 73   | 73   | 73   |